# Loxoconcha helgolandica
Loxoconcha helgolandica är en kräftdjursart som beskrevs av Walter Klie 1929. Loxoconcha helgolandica ingår i släktet Loxoconcha, och familjen Loxoconchidae. Arten har ej påträffats i Sverige.